# 크라이스트 교회 (필라델피아)

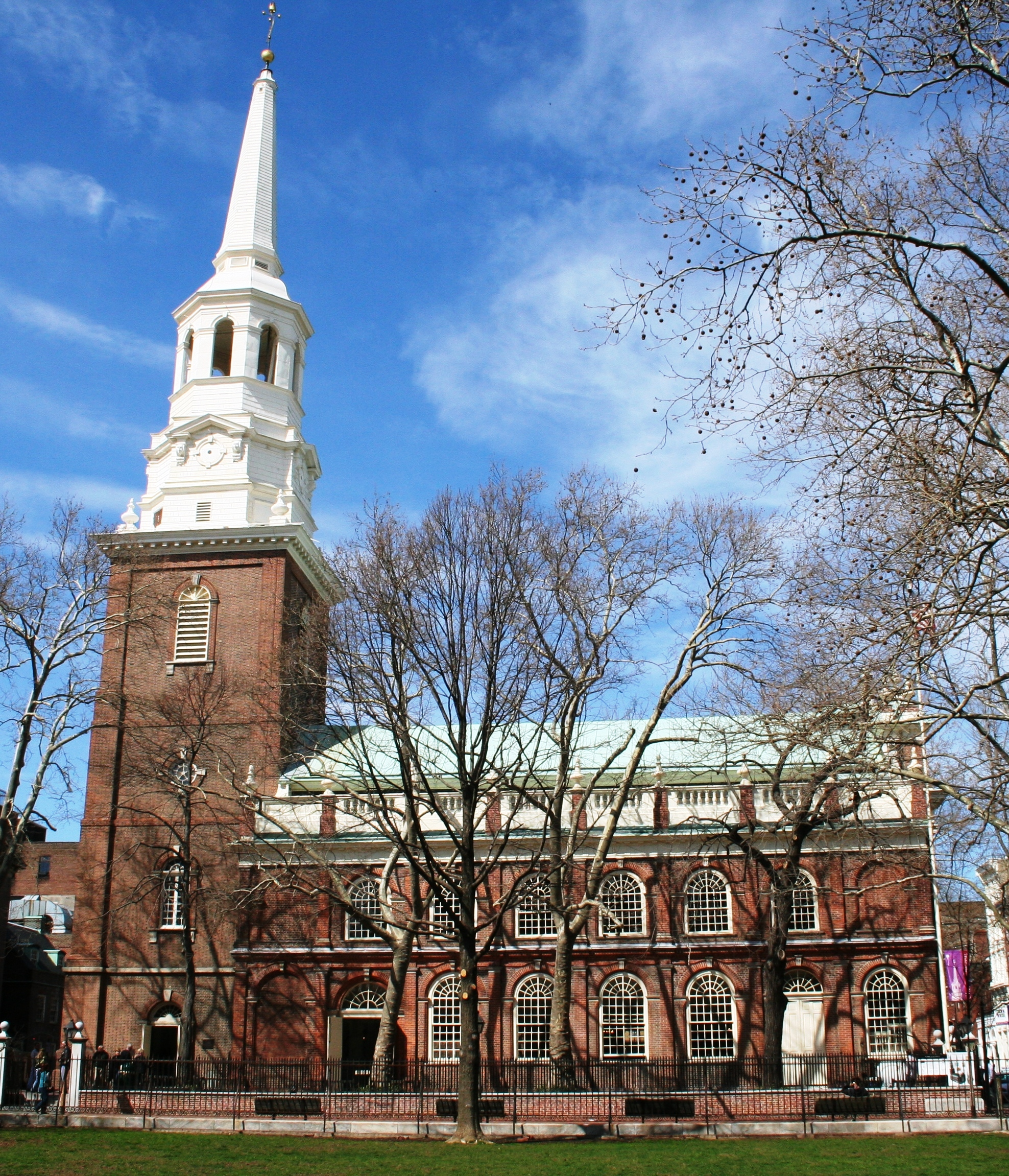
크라이스트 교회

크라이스트 교회(Christ Church)는 미국 펜실베이니아주 필라델피아에 위치한 교회이다. 미국 독립사에서 중요한 건축물 중 하나로, 1695년 목조 건물로 건축되었다. 현재는 조지아 양식의 벽돌 건물로 남아있으며, 조지 워싱턴, 벤저민 프랭클린 등을 포함한 여러 시민들의 모임 장소이기도 했다.